# Вукри (герб)
Вукри (Укри, Хабееділе, пол. Wukry, Ukry, Chabeedile) — шляхетський герб в Речі Посполитій, ймовірно, руського походження.

## Опис
У червоному полі: в нижній частині гербу три срібні бруси (ріки), до низу щораз кортші (візуально утворюють сходи: верхнє довше ніж нижнє і поступово зменшується додолу. Над ними два золотих півмісяця складені так, що утворюють коло (один звернений рогами додолу, інший кінцівками догори), а між ними золотий Мальтійський хрест, без правої частини поперечини. У клейноді над шоломом з короною п'ять страусових пір'їн, три золоті, два срібні, почергово. Намет червоний, підбитий золотом.

## Історія
Згідно з легендою, клич/назва герба походить від угрів часів Аттіли.

## Роди
Баковецькі-Мокосії (Bakowiecki-Mokosiej), Дениски (Макосєї Денисковичі) (Denisko), Горайські (Gorajski), Матфієвські (Matfiejewski), Макосії (Mokosiej), Новосельські (Nowosielski), Шибінські (Szybiński), Вуєки (Wujek), Вукри (Wukry), Височанські (Wysoczański) (не плутати з Височанськими гербу Сас).
У Російський імперії цей герб використовували дворяни Макшеєви (част. III, стор. 98 у Гербовнику).